# Grande Prémio Pierre Süe
O Grande Prémio Pierre Süe (em francês:  Grand Prix Pierre Süe) é um galardão atribuído anualmente pela Société chimique de France desde 1974 e destina-se a premiar os trabalhos no domínio da química a nível internacional.
Este prémio foi criado em homenagem a Pierre Süe.
Os laureados têm de ser membros da Société chimique de France.

## Laureados[1]
- 1974 - Robert Rosset
- 1976 - Paul Arnaud
- 1977 - Guy Baudin
- 1978 - Michel Franck-Neumann
- 1979 - Maurice Maurin
- 1980 - Jacques Perichon
- 1981 - F. Gaume
- 1982 - Jean-Paul Dumas
- 1983 - Denise Bauer
- 1984 - Marius Chemla
- 1985 - M. Herold
- 1986 - Dominique Comar
- 1987 - Bernard Raveau
- 1988 - René Poilblanc
- 1989 - Robert de Pape
- 1990 - Jean-Michel Mermet
- 1991 - Claude Naccache
- 1992 - Michel Tournoux
- 1993 - Ernest Maréchal
- 1994 - Jean-Paul Malrieu
- 1995 - Michel Che
- 1996 - Louis Cot
- 1997 - Jean-Marie Basset
- 1998 - Michel Fontanille
- 1999 - Bernard Cabane
- 2000 - Jacques Lucas
- 2001 - Jacques Védrine
- 2002 - Abel Rousset
- 2003 - Jean-Louis Rivail e Michel Verdaguer
- 2004 - Jean-Pierre Sauvage
- 2005 - François Fajula
- 2006 - Maryvonne Hervieu e Claude Michel
- 2007 - Georges Hadziioannou
- 2008 - Jean Roncali
- 2009 - Ludwik Leibler e Clément Sanchez
- 2010 - Bruno Chaudret
- 2011 - Jean-Marie Tarascon
- 2012 - Lahcène Ouahab e Philippe Sautet
- 2013 - Pierre Braunstein
- 2014 - Michel Ephritikhine e Claude Mirodatos
- 2015 - Daniel Lincot
- 2016 - Marie-Paule Pileni